# NGC 6080
NGC 6080 ist eine 13,4 mag helle Spiralgalaxie vom Hubble-Typ Sab im Sternbild Schlange. Sie ist schätzungsweise 341 Millionen Lichtjahre von der Milchstraße entfernt und bildet mit PGC 93131 ein Galaxienpaar.
Sie wurde am 30. März 1887 von Lewis A. Swift entdeckt.